# سووا تاداماسا
سووا تاداماسا (به ژاپنی: 諏訪忠誠 Suwa Tadamasa); ۲۱ ژوئن ۱۸۲۱ – ۱۹ فوریهٔ ۱۸۹۸) یک دایمیو در قلمرو سووا ولایت شینانو و روجو در دوره ادو اهل ژاپن بود.